# بی‌وای اژدها
بی‌وای اژدها یک ستاره است که در صورت فلکی اژدها قرار دارد.